# Causapscal
Causapscal – miasto w Kanadzie, w prowincji Quebec, w regionie Bas-Saint-Laurent i MRC La Matapédia. Położone jest u ujścia rzeki Causapscal do Matapédii. Nazwa zarówno rzeki jak i miasta to przekształcenie słowa Goesôpsiag, które w języku mikmak oznacza „skalisty punkt”.
Liczba mieszkańców Causapscal wynosi 2 458. Język francuski jest językiem ojczystym dla 99,6%, angielski dla 0,4% mieszkańców (2006).